# Caroline Pleidrup
Caroline Pleidrup Gram (11 gennaio 1995) è una calciatrice danese, difensore dell'Inter e della nazionale danese.

## Carriera

### Club
Pleidrup si appassiona al calcio fin da ragazzina, cominciando a ricoprire il ruolo di difensore fin dalla scuola calcio.
Trasferitasi nel 2007 al Fortuna Hjørring, veste la maglia biancoverde del club inizialmente nelle sue formazioni giovanili per essere poi aggregata alla prima squadra nel corso della stagione 2017-2018, facendo il suo debutto in Elitedivisionen, sotto la guida tecnica di Per Nielsen, il 2 dicembre 2017, alla 13ª giornata di campionato, rilevando Julie Tavlo Petersson al 78' dell'incontro pareggiato in trasferta per 1-1 con il KoldingQ.
Il 9 ottobre 2021 taglia il traguardo delle 100 presenze complessive con la maglia del club, premiata il occasione dell'incontro di coppa con l'HB Køge al Brøndby Stadium.
Nel luglio 2022 viene acquistata dal Sassuolo, militante in Serie A. Alla fine della stagione 2024-2025, lascia il club neroverde alla scadenza naturale del proprio contratto, dopo tre annate, in cui ha collezionato due reti in 78 presenze.
L'11 luglio 2025, viene ingaggiata ufficialmente dall'Inter, con cui firma un accordo triennale; qui, ritrova Gianpiero Piovani, suo tecnico ai tempi del Sassuolo.

### Nazionale
Dopo aver militato nelle nazionali minori, il 28 febbraio 2024 fa il suo esordio in nazionale maggiore danese, nella gara amichevole pareggiata 1-1 contro l'Austria.

## Statistiche

### Presenze e reti nei club
Statistiche aggiornate all'11 maggio 2025.
| Stagione               | Squadra                | Campionato             | Campionato | Campionato | Coppe nazionali | Coppe nazionali | Coppe nazionali | Coppe internazionali | Coppe internazionali | Coppe internazionali | Altre coppe | Altre coppe | Altre coppe | Totale | Totale |
| Stagione               | Squadra                | Comp                   | Pres       | Reti       | Comp            | Pres            | Reti            | Comp                 | Pres                 | Reti                 | Comp        | Pres        | Reti        | Pres   | Reti   |
| ---------------------- | ---------------------- | ---------------------- | ---------- | ---------- | --------------- | --------------- | --------------- | -------------------- | -------------------- | -------------------- | ----------- | ----------- | ----------- | ------ | ------ |
| 2017-2018              | Brøndby                | ED                     | 9          | 0          | CD              | -               | -               | UWCL                 | -                    | -                    | -           | -           | -           | 9      | 0      |
| 2018-2019              | Brøndby                | ED                     | 17         | 0          | CD              | 5               | 0               | UWCL                 | 1                    | 0                    | -           | -           | -           | 23     | 0      |
| 2019-2020              | Brøndby                | ED                     | 19         | 2          | CD              | 3               | 0               | UWCL                 | 4                    | 0                    | -           | -           | -           | 26     | 2      |
| 2020-2021              | Brøndby                | ED                     | 24         | 0          | CD              | 6               | 0               | UWCL                 | 3                    | 0                    | -           | -           | -           | 33     | 0      |
| 2021-2022              | Brøndby                | ED                     | 24         | 1          | CD              | 3               | 0               | UWCL                 | 2                    | 0                    | -           | -           | -           | 29     | 1      |
| Totale Fortuna Brøndby | Totale Fortuna Brøndby | Totale Fortuna Brøndby | 93         | 3          | -               | 17              | 0               | -                    | 10                   | 0                    | -           | -           | -           | 120    | 3      |
| 2022-2023              | Sassuolo               | A                      | 26         | 1          | CI              | 2               | 0               | -                    | -                    | -                    | -           | -           | -           | 28     | 1      |
| 2023-2024              | Sassuolo               | A                      | 26         | 1          | CI              | 2               | 0               | -                    | -                    | -                    | -           | -           | -           | 28     | 1      |
| 2024-2025              | Sassuolo               | A                      | 20         | 0          | CI              | 2               | 0               | -                    | -                    | -                    | -           | -           | -           | 22     | 0      |
| Totale Sassuolo        | Totale Sassuolo        | Totale Sassuolo        | 72         | 2          | -               | 6               | 0               | -                    | -                    | -                    | -           | -           | -           | 78     | 2      |
| 2025-2026              | Inter                  | A                      | -          | -          | CI              | -               | -               | UWCL                 | -                    | -                    | AWC         | -           | -           | -      | -      |
| Totale carriera        | Totale carriera        | Totale carriera        | 165        | 5          | -               | 23              | 0               | -                    | 10                   | 0                    | -           | -           | -           | 198    | 5      |

## Palmarès
- Campionato danese: 1

Brøndby: 2018-2019
- Coppa di Danimarca: 1

Brøndby: 2017-2018